# Воднев, Алексей Дмитриевич
Алексей Дмитриевич Воднев (5 февраля 1928 — 1 января 2004) — юный участник Великой Отечественной войны, сын полка в составе 13 гвардейской стрелковой дивизии.

## Биография
Родился 5 февраля 1928 года в деревне Михайловка, Щигровского района Курской области. В 1930 году вся семья переехала на постоянное место жительство на станцию Удобрительное Щигровского района Курской области. Здесь Алексей стал учиться в школе, отсюда он и ушёл на фронт. Отец трудился начальником смены шахты по добыче фосфатов, а мать работала в колхозе. Всего в семье воспитывалось четверо детей.
В самом начале Великой Отечественной войны глава семьи ушёл на фронт, был несколько раз тяжело ранен, но постоянно возвращался в строй. В ноябре 1941 года на территории Курской области вела оборонительные бои 5-я бригады 3-го воздушно-десантного корпуса Красной Армии. Алексея попросили сопроводить разведчиков, а он в свою очередь убедил взять его в бригаду. В тринадцать лет был зачислен сыном полка в 87-ю стрелковую дивизию под командованием полковника Александра Ильича Родимцева.
18 мая 1942, Воднев выдвинулся на машине в сопровождении раненых солдат. Немецкие самолёты сбросили несколько бомб на автомобиль. Водителя убило. Раненых красноармейцев спас Алексей Воднев, за что он был представлен к своей первой боевой наградой — медаль «За отвагу».
Участник боевых действий за Сталинград. Летом 1943 года воевал в составе 13-й гвардейской стрелковой дивизии на Курской дуге, а в сентябре принимал участие в освобождении Полтавы. В начале 1944 года, принимал участие в боях за Кривой Рог. Его разведгруппа уничтожила артиллерийские расчёты немецких орудий и удерживала позиции до прибытия советских танков. За этот подвиг юный герой был представлен ко второй медали «За отвагу».
Победный май Алексей Воднев, в возрасте семнадцати лет встретил в Польше.
После службы вернулся в родную Михайловку. Стал работать бригадиром колхозной бригады, одновременно учился в школе колхозной молодёжи. Несмотря на освобождение от срочной службы, так как принимал участие в боевых действиях на фронтах Великой Отечественной войны, по его просьбе, в 1948 году призывается вновь на службу в Советскую Армию. В 1949 году его направляют на учёбу в Львовское военно-политическое училище. В 1950 году он завершает обучение в военном училище и получает воинское звание — младший лейтенант. Продолжил службу в артиллерийских войсках в Дрездене в Германии.
В 1957 году уволен по состоянию здоровья из рядов Советской Армии в звании капитан. Вернулся в родные места и стал работать председателем сельсовета. В 1960 году переведён работать в Черемисинский райком партии на должность инструктора. С 1962 по 1966 год обучался в Ростовской высшей партийной школе, а в 1971 году окончил обучение на историко-педагогическом факультете Курского педагогического института.
В 1966 году переехал работать в Золотухинский район Курской области, занял должность начальника промышленно-транспортного отдела районного комитета партии. В 1977 году его избирают председателем районного комитета профсоюзов Золотухинского района Курской области. С 1988 по 1995 год трудился в должности начальника районной страховой инспекции Золотухинского района Курской области.
Активно занимался общественной работой. В 1993 году был избран председателем Курского регионального отделение Межрегионального (Российского) союза юных участников Великой Отечественной войны 1941—1945 годов. Длительное время возглавлял Золотухинский районный совет ветеранов войны.
Указом Президента Российской Федерации от 4 мая 2000 года был награждён медалью ордена «За заслуги перед Отечеством» II степени.
Умер 1 января 2004 года. Похоронен на кладбище возле деревни Щурово Золотухинского района Курской области.

## Награды
- Орден Отечественной войны 2 степени,
- Медаль ордена «За заслуги перед Отечеством» II степени,
- две Медали За отвагу,
- Медаль «За трудовую доблесть»,
- Медаль «За оборону Сталинграда»,
- Медаль «За победу над Германией в Великой Отечественной войне 1941—1945 гг.»,
- Медаль Жукова,
- Медаль «В ознаменование 100-летия со дня рождения Владимира Ильича Ленина»,
- Медаль «Ветеран труда»,
- другие медали.